# Brachymenium spathidophyllum
Brachymenium spathidophyllum är en bladmossart som beskrevs av Bescherelle 1880. Brachymenium spathidophyllum ingår i släktet Brachymenium och familjen Bryaceae. Inga underarter finns listade i Catalogue of Life.